# Кюр-Каракашлы
Кюркаракашлы (азерб. Kür Qaraqaşlı) — село в Сальянском районе Азербайджана, в 3 км к юго-западу от Сальян. Расположено на левом берегу реки Кура.

## Известные уроженцы
- Агабейли, Агахан Алескер оглы (1904-1980) — доктор сельскохозяйственных наук (1949), профессор, член-корреспондент ВАСХНИЛ (1956)[2].

## Образование
Кюркаракашлинская школа носила имя Героя Советского Союза Магеррама Акпер оглы Дадашева.